# Пурпурова жаба
Пурпурова жаба (Nasikabatrachus sahyadrensis) — вид жаб роду індійська жаба, родини азійських носатих жаб (Nasikabatrachidae). Трапляється лише в Західних Гатах (штат Керала, Індія) на площі близько 14 км².
Через вирубування лісів пурпуровій жабі загрожує вимирання. Вона занесена до Червоного списку МСОП.

## Щодо класифікації
Раніше її зараховували до родини сейшельських жаб з огляду на низку схожих ознак. Споріднені з нею види мешкають лише на Сейшельських островах за більш ніж 3 тис. км на захід.
Лише з 2003 року визначено як монотипічного представника самостійної родини та роду. Професор Біджу (S.D. Biju) з Tropical Botanic Garden and Research Institute in Palode, відносить вид до окремої родини. Відкрита ним разом з професором Франкі Боссетом (Franky Bossuyt) з Брюссельського вільного університету в жовтні 2003 року. «Nasika» в перекладі з санскриту означає «ніс», а лат. batrachus — «жаба». Назва виду походить від індійської назви Західних Гат. 2017 року рід перестав бути монотипним, оскільки було описано інший вид роду — Nasikabatrachus bhupathi.

## Опис зовнішності
Має приземкувате, злегка округле тіло. Кінцівки вивернуті назовні, як і в інших видів жаб. Має маленьку голову і специфічну загострену морду. Нерухома жаба зовні нагадує шматок желеподібної маси пурпурового або фіолетового кольору. Довжина пурпурової жаби 5—9 см. Особина, з якої був описаний вид була 7 см завдовжки від кінчика морди до куприка.
У 2008 році Чи Чань Пен, один з авторів сайту Scienceray, включив пурпурову жабу в створений ним список 20 найдивніших або потворних тварин планети.

## Спосіб життя
Пурпурова жаба проводить більшу частину часу під землею, виходячи на поверхню на два тижні в рік в період мусонів з метою спаровування. Самітницький спосіб життя привів до того, що біологи довго не знали про існування цього виду. Для пошуку їжі жаба не виходить на поверхню, вона харчується під землею, головно термітами.